# 자유 무역 제국주의
"자유 무역 제국주의"는 존 갤러거와 로널드 로빈슨이 1953년 《경제사 리뷰》에 처음 발표한 학술 논문이다. 이 논문은 신제국주의가 1850년대에 시작된 장기 정책의 연장선상에 있는 것으로 가장 잘 특징지어질 수 있다고 주장했는데, 이 정책에서는 상황이 통치를 불가능하게 만들지 않는 한 자유 무역 원칙에 기반한 비공식 제국이 공식적인 제국주의적 통치보다 선호되었다.
이 논문은 존 홉슨의 《제국주의론》(1902) 이후 순전히 경제적 동기에 초점을 맞추었던 19세기 대영 제국 확장의 원인에 대한 역사학적 논쟁에 큰 영향을 미쳤다. 또한 신제국주의 이론화에 대한 학문적 관심을 다시 불러일으켰을 뿐만 아니라, 이 논문은 케임브리지 학파의 역사학 발흥에도 기여했다.
이 논문에서 제시된 주장은 나중에 앨리스 데니와 함께 저술한 장편 저서 《아프리카와 빅토리아인들》(1961)에서 더욱 발전되었다. 이 책은 지정학과 다른 유럽 세력의 침략으로부터 인도 제국을 보호하기 위한 전략을 중심으로 아프리카에서 유럽의 확장에 대해 미묘하게 다른 설명을 제시했다. 이러한 전략적 모델과 동아프리카와의 관련성은 1997년 존 다윈에 의해 제한된 문서적 근거와 순차적 불일치로 비판받았으며, 이 반박은 2015년 요나스 그제르소에 의해 더욱 공고화되고 맥락화되었다.
20세기 말부터 논쟁을 검토하면서 역사가 마틴 린은 갤러거와 로빈슨이 그 영향을 과장했다고 주장한다. 그는 영국이 많은 지역에서 경제적 이익을 증대시키는 목표를 달성했지만, "사회를 '재생'시키고 그리하여 영국 경제적 이익에 '조공국'으로 묶이는 지역을 만들려는 더 넓은 목표는 달성되지 못했다"고 말한다. 그 이유는 다음과 같다:
자유 무역과 그 해외 확장을 통해 세계를 재편하려는 목표는 19세기 중반 세계의 현실에 대한 이해보다는 영국 정책 입안자들의 잘못된 낙관론과 편향된 세계관에 더 많은 것을 빚지고 있다....영국이 창출할 수 있었던 무역량과 투자량은 제한적이었다....현지 경제와 현지 정권은 영국 무역과 투자의 범위를 제한하는 데 능숙했다. 외세 침투에 대한 현지 장애물, 주민들의 낮은 구매력, 현지 제조업의 회복력, 현지 기업가들의 역량은 이러한 지역들이 영국 경제 침투에 효과적으로 저항했음을 의미한다.

자유 무역 제국주의 국가들이 확장되는 경제적 영향력을 확보하기 위해 비공식적인 방법을 사용한다는 생각은 마르크스주의 역사학자들로 하여금 이 이론을 사용하여 미국 현대 경제 정책과 영국의 제국주의 정책이 동기와 방법 면에서 본질적으로 동일하다고 묘사하게 했다.

## 더 읽어보기
- Cain, Peter J., and Antony Gerald Hopkins. British Imperialism: Innovation and Expansion 1688–1914 (Routledge, 2014)
- Gallagher, John; Robinson, Ronald (1953). 《The Imperialism of Free Trade》. 《The Economic History Review》 6. 1–15쪽. doi:10.1111/j.1468-0289.1953.tb01482.x. JSTOR 2591017.
- Platt, D. C. M. "The Imperialism of Free Trade: Some Reservations", The Economic History Review, New Series, Vol. 21, No. 2 (Aug., 1968), pp. 296–306
- Darwin, John (1997년 6월 1일). 《Imperialism and the Victorians: The Dynamics of Territorial Expansion》. 《The English Historical Review》 CXII. 614–642쪽. doi:10.1093/ehr/CXII.447.614.
- Gjersø, Jonas Fossli (2015년 10월 20일). 《The Scramble for East Africa: British Motives Reconsidered, 1884–95》. 《Journal of Imperial and Commonwealth History》 43. 831–860쪽. doi:10.1080/03086534.2015.1026131.
- Roger Louis, Wm., 편집. (1976). 《Imperialism: The Robinson and Gallagher Controversy》. New York: New Viewpoints. ISBN 978-0531055823.